# Zámutov
Zámutov este o comună slovacă, aflată în districtul Vranov nad Topľou din regiunea Prešov. Localitatea se află la altitudinea de 250 m deasupra n.m., se întinde pe o suprafață de 41,43 km2 și în 2017 număra 3.232 de locuitori.

## Istoric
Localitatea Zámutov este atestată documentar din 1402.

## Demografie
| An:                | 1994 | 2004    | 2014    | 2024   |
| ------------------ | ---- | ------- | ------- | ------ |
| Număr de persoane: | 2451 | 2784    | 3116    | 3405   |
| Diferență:         |      | +13,58% | +11,92% | +9,27% |

| An:                | 2023 | 2024   |
| ------------------ | ---- | ------ |
| Număr de persoane: | 3381 | 3405   |
| Diferență:         |      | +0,70% |